# Elitserien i volleyboll för damer 1991/1992
Elitserien 1991/1992 i volleyboll för damer var den 31:a upplagan av tävlingen och hade åtta deltagande lag. Sollentuna VK blev svenska mästare för 17:e gången efter att ha vunnit över Uppsala Studenters IF i finalen.

## Grundserien[3]
| Lag                     | M  | V  | F  | VS | FS | P  |
| ----------------------- | -- | -- | -- | -- | -- | -- |
| KFUM Örebro Volleyboll  | 14 | 11 | 3  | 39 | 14 | 22 |
| Sollentuna VK           | 14 | 11 | 3  | 39 | 15 | 22 |
| Uppsala Studenters IF   | 14 | 11 | 3  | 37 | 16 | 22 |
| Vallentuna VBK          | 14 | 7  | 7  | 29 | 31 | 14 |
| KFUK-KFUM:s IA Göteborg | 14 | 7  | 7  | 26 | 29 | 14 |
| KFUM Jönköping          | 14 | 6  | 8  | 18 | 30 | 12 |
| Kolbäcks VK             | 14 | 3  | 11 | 17 | 36 | 6  |
| Hylte VBK               | 14 | 0  | 14 | 8  | 42 | 0  |

      Kvalificerade för slutspelsserien.
      Nerflyttade till Division 1.

## Slutspelsserien[3]
| Lag                     | M  | V  | F  | VS | FS | P  |
| ----------------------- | -- | -- | -- | -- | -- | -- |
| Sollentuna VK           | 24 | 20 | 4  | 68 | 23 | 40 |
| Uppsala Studenters IF   | 24 | 18 | 6  | 60 | 33 | 36 |
| KFUM Örebro Volleyboll  | 24 | 17 | 7  | 62 | 32 | 34 |
| Vallentuna VBK          | 24 | 11 | 13 | 49 | 55 | 22 |
| KFUK-KFUM:s IA Göteborg | 24 | 9  | 15 | 40 | 57 | 18 |
| KFUM Jönköping          | 24 | 8  | 16 | 31 | 57 | 16 |

      Kvalificerade för slutspel.

## Slutspelet[3]
|  | Semifinaler | Semifinaler | Semifinaler | Semifinaler | Semifinaler | Semifinaler |            |   | Final | Final | Final | Final | Final | Final |  |
|  |             |             |             |             |             |             |            |   |       |       |       |       |       |       |  |
|  | Sollentuna  | 3           | 2           | 3           | 3           |             |            |   |       |       |       |       |       |       |  |
|  | Sollentuna  | 3           | 2           | 3           | 3           |             |            |   |       |       |       |       |       |       |  |
|  | Örebro      | 0           | 3           | 0           | 2           |             |            |   |       |       |       |       |       |       |  |
|  | Örebro      | 0           | 3           | 0           | 2           |             | Sollentuna | 3 | 3     | 3     |       |       |       |       |  |
|  |             |             |             |             |             |             | Sollentuna | 3 | 3     | 3     |       |       |       |       |  |
|  |             |             | Uppsala     | 2           | 1           | 2           |            |   |       |       |       |       |       |       |  |
|  | Uppsala     | 3           | Uppsala     | 2           | 1           | 2           | 3          | 3 |       |       |       |       |       |       |  |
|  | Uppsala     | 3           |             |             |             |             |            |   |       |       |       |       |       |       |  |
|  | Vallentuna  | 1           | 2           | 1           |             |             |            |   |       |       |       |       |       |       |  |